# Collegio uninominale Campania 2 - 06 (2020)
Il collegio elettorale uninominale Campania 2 - 06 è un collegio elettorale uninominale della Repubblica Italiana per l'elezione della Camera dei deputati.

## Territorio
Come previsto dalla legge n. 51 del 27 maggio 2019, il collegio è stato definito tramite decreto legislativo all'interno della circoscrizione Campania 2.
È formato dal territorio di 20 comuni della provincia di Salerno: Acerno, Baronissi, Battipaglia, Bellizzi, Bracigliano, Calvanico, Castiglione del Genovesi, Cava de' Tirreni, Fisciano, Giffoni Sei Casali, Giffoni Valle Piana, Mercato San Severino, Montecorvino Pugliano, Montecorvino Rovella, Olevano sul Tusciano, Pellezzano, Pontecagnano Faiano, Salerno, San Cipriano Picentino e San Mango Piemonte.
Il collegio è parte del collegio plurinominale Campania 2 - 02.

## Eletti
| Elezione | Elezione | Deputato            | Partito      |
| -------- | -------- | ------------------- | ------------ |
|          | 2022     | Giuseppe Bicchielli | Noi Moderati |

## Dati elettorali

### XIX legislatura
Come previsto dalla legge elettorale, 147 deputati sono eletti con sistema a maggioranza relativa in altrettanti collegi uninominali a turno unico.
| Candidati                                 | Candidati                     | Voti    | %     | Liste                                                | Voti    | %     |
| ----------------------------------------- | ----------------------------- | ------- | ----- | ---------------------------------------------------- | ------- | ----- |
|                                           | Giuseppe Bicchielli ✔️ Eletto | 66 123  | 36,32 | Fratelli d'Italia                                    | 42 745  | 23,48 |
| Forza Italia                              | Giuseppe Bicchielli ✔️ Eletto | 66 123  | 36,32 | 14 986                                               | 8,23    |       |
| Lega per Salvini Premier                  | Giuseppe Bicchielli ✔️ Eletto | 66 123  | 36,32 | 6 984                                                | 3,84    |       |
| Noi moderati/Lupi - Toti - Brugnaro - UDC | Giuseppe Bicchielli ✔️ Eletto | 66 123  | 36,32 | 1 408                                                | 0,77    |       |
|                                           | Fulvio Bonavitacola           | 48 040  | 26,39 | Partito Democratico-IDP                              | 36 892  | 20,26 |
| Alleanza Verdi e Sinistra                 | Fulvio Bonavitacola           | 48 040  | 26,39 | 5 283                                                | 2,90    |       |
| +Europa                                   | Fulvio Bonavitacola           | 48 040  | 26,39 | 4 121                                                | 2,26    |       |
| Impegno Civico - Centro Democratico       | Fulvio Bonavitacola           | 48 040  | 26,39 | 1 744                                                | 0,96    |       |
|                                           | Giuseppe Benevento            | 45 000  | 24,72 | Movimento 5 Stelle                                   | 45 000  | 24,72 |
|                                           | Corrado Naddeo                | 13 119  | 7,21  | Azione - Italia Viva - Calenda                       | 13 119  | 7,21  |
|                                           | Simona Libera Scocozza        | 3 236   | 1,78  | Unione Popolare                                      | 3 236   | 1,78  |
|                                           | Cristina Coccia               | 2 266   | 1,24  | Italexit                                             | 2 266   | 1,24  |
|                                           | Gennaro Nenna                 | 1 897   | 1,04  | Italia Sovrana e Popolare                            | 1 897   | 1,04  |
|                                           | Gennaro Sammartino            | 1 051   | 0,58  | Partito Animalista Italiano – UCDL – 10 Volte Meglio | 1 051   | 0,58  |
|                                           | Francesco Forte               | 716     | 0,39  | Vita                                                 | 716     | 0,39  |
|                                           | Oreste Agosto                 | 611     | 0,34  | Noi di Centro – Europeisti                           | 611     | 0,34  |
| Totale                                    | Totale                        | 182 059 | 100   |                                                      | 182 059 | 100   |
|                                           |                               |         |       |                                                      |         |       |
| Schede bianche                            | Schede bianche                | 3 760   | 1,98  |                                                      |         |       |
| Schede nulle                              | Schede nulle                  | 4 549   | 2,39  |                                                      |         |       |
| Votanti                                   | Votanti                       | 190 368 | 59,14 |                                                      |         |       |
| Elettori                                  | Elettori                      | 321 899 |       |                                                      |         |       |